# Teldec
Teldec Schallplatten GmbH was een dochteronderneming van het AEG-concern dat decennialang tot de grootste Duitse producenten behoorde van geluidsdragers.

## Beginjaren
In het begin van de jaren 1920 was de Telefunken Gesellschaft für drahtlose Telegraphie m.b.H toonaangevend betrokken bij de bouw van de eerste Duitse radiozender en startte het bedrijf met de fabricage van radiotoestellen voor de eindgebruiker. In 1930 presenteerde het bedrijf onder de naam Arcofar het eerste combi-apparaat met radio-ontvanger en elektrische platenspeler. In verband met de marktkansen van deze nieuwe techniek groeide bij Telefunken de behoefte voor een instap in de platenbranche.
De kans deed zich voor, toen in het begin van 1932 na amper een driejarige deadline de Duitse Ultraphon AG, een middelgroot platenlabel, in schulden geraakte en een koper zocht. De AEG en Siemens & Halske als Telefunken-moederbedrijven namen in maart 1932 de Duitse Ultraphon over en installeerden de als zodanig ingekochte platenproductie organisatorisch bij Telefunken. Telefunken richtte in juli 1932 de Telefunkenplatte GmbH als dochterbedrijf op. De wantoestanden, die Ultraphon het faillissement hadden opgeleverd, werden tijdens een reorganisatie opgeruimd. De artistieke leider Herbert Grenzebach bleef bij het bedrijf. Zijn contract werd overgenomen. Grenzebach was ook een kundig technicus. Zijn ontwikkelingswerk op het gebied van opnametechnieken werd door Telefunken ondersteund. De vele prominente artiesten, die bij Ultraphon onder contract stonden, zetten grotendeels hun activiteiten bij Telefunken voort. In een periode, die voor talrijke kleine en middelgrote platenlabels de economische ondergang betekende, ontwikkelde Telefunken zich met een verbluffende snelheid tot een van de drie leidende muziekconcerns. De hoge technische en artistieke kwaliteit van de platen bezorgden het label een trouwe klantenkring.

## Verdere ontwikkeling
De politieke ontwikkeling betuigde men in 1933 door de opname van enkele propaganda-titels. Onder het motto Deutsche Musik verscheen de nieuwe staatshymne, het Horst Wessellied, evenals marsliederen uit de Kampfzeit der Bewegung op de gramofoonplaat. Economische aspecten waren in 1934 het resultaat van de invoering van de met 1,60 Reichsmark zeer goedkope Telefunken Musikus-serie. In die serie werd populair tot swingend repertoire uitgebracht. Daarmee aanvaardde de firma als enig Duits platenlabel de in de jaren 1930 in de Verenigde Staten gelijktijdig wijdverspreide reclame-ingeving om platen te vervaardigen uit een bruine i.p.v een zwarte persmassa. Bij deze producten betrof het normale schellakplaten en geen persingen uit vervangende stoffen. Dit tot 1938 gebruikte materiaal was echter goedkoper, maar kwalitatief iets slechter dan de standaard platenedities, die voor bedragen vanaf twee Reichsmark onder het label Telefunken – Die Deutsche Weltmarke op de markt kwamen tot 1943. De Musikus-serie werd desondanks reeds in 1939 opgeschort.
Aangezien Telefunken niet over overeenkomstige capaciteiten beschikte, ontstond een aanzienlijk gedeelte van de Telefunken-platen als loonpersingen bij de Deutsche Grammophon in Hannover, waarmee Telefunken overeenkomende afspraken hadden getroffen. Ondanks meerdere overeenkomende pogingen mislukte in het midden van de jaren 1930 desondanks de poging om beide concerns te fuseren.
Telefunken produceerde in de periode van de NS-heerschappij in het kader van de mogelijkheden een relatief liberaal programma aan amusementsmuziek. Met Heinz Wehner en zijn Telefunken Swing Orchester permitteerde de firma zich een swingband met Amerikaanse kenmerken. Van 1936 tot 1939 hadden ze daarbij de Zwitserse swingmuzikant Teddy Stauffer en zijn Original Teddies onder contract. Door de uitwisseling van matrijzen met het Franse en Tsjechische label Ultraphon werden titels van jazz-grootheden zoals Django Reinhardt, Jaroslav Ježek, Kamil Běhounek, Fud Candrix, Stan Brenders en Eddie Tower in Duitsland gepubliceerd.
Het uitbreken van de Tweede Wereldoorlog bracht het bedrijf vervolgens in een onverwachts gunstige positie, omdat de Ultraphon-vestigingen in Parijs en Praag onder de Duitse bezetting werden overgedragen aan Telefunken. Daardoor beschikte de firma over drukpersen, die voor bomaanvallen vrijwel veilig en niet afgesneden waren van grondstofbevoorrading, hetgeen ten opzichte van de andere Duitse platenlabels een groot voordeel was, want een aanzienlijk deel van de Telefunken-platen voor de Duitse markt werd nu in het Protectoraat Bohemen en Moravië geperst en de productie kon nog voortgezet worden, toen de luchtoorlog tijdens de Tweede Wereldoorlog in sterkte toenam. In september 1944 leverde het Praagse bedrijf een maandproductie af van 53.000 geluidsdragers. Kort voor het einde van de oorlog lukte het de Telefunken-bedrijfsleider om het drukmatrijzenbestand uit Praag en Berlijn in een mijnschacht bij Dresden op te slaan, waar ze de instorting van het regime veilig doorstonden.

## Structurele wijzigingen na 1945
Reeds enkele maanden na afloop van de oorlog werden de matrijzen op initiatief van Grenzebach terug naar Berlijn getransporteerd, waar Telefunken in een met persen uitgerust bedrijf van AEG in Hennigsdorf de platenfabricage hervatte. Vervolgens werden met toestemming van de geallieerden slechts nieuwe edities van vooroorlogse titels geproduceerd, maar pas in juni 1947 werden de opname-activiteiten hervat. 
In 1948 opende de Telefunken Schallplatten GmbH in Nortorf een platenfirma in een voormalige leerfabriek, die met een vroegere lederpers geluidsdragers fabriceerde. In het midden van de jaren 1960 stelde de firma ongeveer 1000 arbeiders te werk. Er werden onder andere gouden platen voor Peter Maffay (So bist du, 1979) en Elvis Presley (Presly, 1958) vervaardigd. Tot aan de opheffing in 1989 waren in het bedrijf rond 850 miljoen geluidsdragers geperst worden. In hetzelfde jaar werd in Nortorf een platenmuseum opgericht. Er zijn rond 32.000 platen en verschillende afspeelapparatuur te bewonderen.
Telefunken beperkte zich bij de commercialisering van de platen niet alleen tot de westelijke zones. Tot ongeveer 1949 leverde een eigen netwerk in Erfurt persingen voor de Sovjet-bezettingszone. In 1948 lukte Telefunken de afronding van een matrijzenruilcontract met het Amerikaanse label Capitol Records. In 1950 stemde het bedrijf in met een intensieve samenwerking met het Britse traditiebedrijf Decca Records. Telefunken bande de platenproductie uit het eigen bedrijfsverbond en plaatste ze in de nieuw opgerichte TELDEC Telefunken-Decca Schallplatten GmbH met zetel in Hamburg. Het Britse Decca beschikte in kwestie over een dochteronderneming in Zwitserland, die van hun kant enkele schlagersterren onder contract hadden, waaronder Hans Albers, Vico Torriani en Lys Assia. De overeenkomstige opnamen kwamen in Duitsland op Telefunken-platen ter publicatie en bezorgden het bedrijf een snelle groei. Reeds in 1950 bereikte de platenproductie weer het niveau van 1935. Telefunken veroverde met betrekking tot de verkoop van geluidsdragers de tweede plaats op de Duitse markt na Polydor-Deutsche Grammophon. In 1951 bevestigde Teldec het Decca-label bijkomstig bij Telefunken als tweede Duitse handelsmerk, waarbij ongetwijfeld geen duidelijke relevante afbakening plaatsvond. Interessant is de bij Telefunken vooral omvangrijke opdrachtproductie van reclameplaten en andere persingen onder vreemde labels. Onder de serienaam Wort und Stimme handhaafde men bovendien een omvangrijk spreekplatenprogramma. In 1953 bracht Teldec als eerste onderneming in Duitsland 45-toeren vinylsingles op de markt.

## Klassiek
Sinds de jaren 1950 ontstonden talrijke klassieke opnamen met Duitse (Bamberger Symphoniker, Berliner Symphoniker, Berliner Philharmoniker, Philharmonisches Staatsorchester Hamburg) en internationale orkesten (Orchestre Symphonique de la Radiodiffusion Nationale Belge). Vooral de dirigenten Joseph Keilberth, Artur Rother en Franz André behoorden tot de gecontracteerde dirigenten. De Amerikaanse violiste Joan Field speelde voor Telefunken de grote vioolconcerten van Bruch, Dvořák, Mendelssohn, Mozart en Spohr. Een zwaartepunt in de klassieke muziekcatalogus van Teldec bezette het onderdeel van de Oude Muziek, die vanaf 1958 onder het eigen sublabel Das Alte Werk werden aangeboden. Vanaf 1964 ontstonden de eerste opnamen met de dirigent Nikolaus Harnoncourt, die met het door hem opgerichte Concentus Musicus Wien en later met andere orkesten tot een van de nadrukkelijke artiesten van het label werd. Een van de grootste projecten van dit onderdeel was de meervoudig met platenprijzen onderscheiden eerste totaalopname van de cantaten van Johann Sebastian Bach, die van 1970 tot 1989 gezamenlijk door Concentus Musicus Wien o.l.v. Nikolaus Harnoncourt en door het Leonhardt-Consort o.l.v. Gustav Leonhardt samen met verschillende solisten en koren werden opgenomen. In de reeks Das Alte Werk verschenen verder verschillende opera's, waaronder de eerste opnamen van de gereconstrueerde montages van Monteverdi's opera's L'Orfeo, Il ritorno d'Ulisse in patria en L'Incoronazione di Poppea met het Concentus Musicus o.l.v. Harnoncourt. De opvoeringen van de Züricher Monteverdi- en Mozart-cyclus o.l.v. Harnoncourt verschenen bij Teldec.
Een project uit de jaren 1980 was de eerste opname van de montages van de symfonieën van Anton Bruckner met het RSO-orkest Frankfurt o.l.v. Eliahu Inbal als coproductie met de HR.

## Ontwikkeling in Duitsland
Teldec bleef decennia lang als onafhankelijk concern bestaan. In 1983 trokken de moederbedrijven Telefunken en Decca-GB zich terug uit Teldec. Sinds 1987 behoorde de firma tot het media-imperium van het Time Warner-concern, dat de handelsnaam Teldec en Telefunken sporadisch nog altijd voor cd-producties gebruikt. In 1990 werd Teldec in de catalogus van East West Records geplaatst, die tot dit moment werd overgenomen door Time-Warner. Het persbedrijf voor cd's en mc's in Nortolf zou in 1997 worden gesloten door Time-Warner. In het kader van een managementbuy-out zetten de tot dan werkzame bedrijfsleiders het cd-perswerk voort onder de firmanaam OK Media. Sinds 2001 werden daar dvd's gemaakt en sinds 2005 geheugenkaarten geschreven, totdat de onderneming in het begin van 2009 voor de locatie in Nortolf het faillissement aanvroeg en uitsluitend beheer en later ook weer logistiek aan de oorspronkelijke locatie overbleven. Nadien zijn deze secties verhuisd naar Hohenwestedt. Op de oorspronkelijke locatie bevindt zich nu een winkelcentrum. Slechts het voormalige administratiegebouw met de beroemde platenklok herinnert nog aan het voormalige gebruik.

## Bekende artiesten
| Decca                                            | Telefunken                                          | Pool                                             |
| The Rolling Stones (I can’t get no satisfaction) | Udo Lindenberg (Alles klar auf der Andrea Doria)    | Karat (Über sieben Brücken mußt du gehn)         |
| Silvio Francesco (Hello Mary Lou)                | Michael Holm (Alle Wünsche kann man nicht erfüllen) | Puhdys (Alt wie ein Baum)                        |
| Hildegard Knef (Eins und eins das macht zwei)    | Gitta Lind (Fahre mit mir in die Ferne)             | City (Am Fenster)                                |
| Billy Mo (Ich kauf' mir lieber einen Tirolerhut) | Ronny (Oh My Darling Caroline)                      | Ted Herold (Rockabilly Willy)                    |
| Vico Torriani (Kalkutta liegt am Ganges)         | Manuela (Schuld war nur der Bossa Nova)             | Drafi Deutscher (Marmor, Stein und Eisen bricht) |
| Caterina Valente (Rosen sind rot)                | Ernst Mosch (der König der Blasmusik)               | Detlef Engel (Mister Blue)                       |
| Ten Years After (I’m going home)                 |                                                     |                                                  |
| Gerd Böttcher (Für Gabi tu ich alles)            |                                                     |                                                  |
| Patsy Cline (Crazy)                              |                                                     |                                                  |